# 洛爾馬拉辛山
3°03′06″S 35°49′00″E / 3.05167°S 35.81667°E

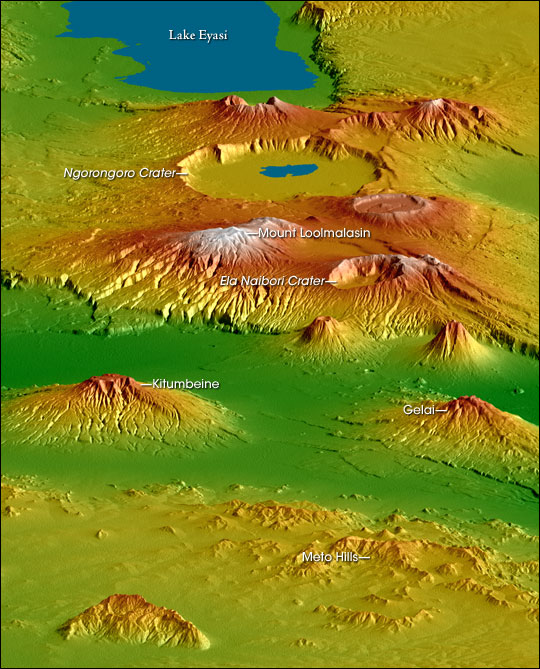

洛爾馬拉辛山是坦桑尼亞的山峰，位於該國東北部阿魯沙區，海拔高度3,682米，是該國的第三高峰，僅次於乞力馬扎羅山和梅魯火山。